# Apiaí
Apiaí é um município da região do Vale do Ribeira, no estado de São Paulo, no Brasil. Localiza-se a uma latitude 24º 30'35.19311 Sul e a uma longitude 48º 50'33.47928 Oeste, estando a uma altitude de 1 050 metros. Sua população, conforme estimativas do IBGE de 2021, era de 24 081 habitantes (Instituto Brasileiro de Geografia e Estatística/2010). A comarca de Apiaí está localizada na região do Alto Vale do Ribeira. Pertence à Região Administrativa de Itapeva. O município é formado pela sede e pelos distritos de Araçaíba, Encapoeirado, Lageado de Araçaíba e Palmitalzinho.
Atualmente, Apiaí é um município turístico, onde se destacam diversas esculturas em argila. Com relação ao seu relevo, possui vários morros, dentre eles o Morro do Ouro, o mais famoso de todos. Cercado pela Mata Atlântica, possui muitas grutas e cachoeiras e faz parte de roteiros turísticos. É uma cidade de clima frio, localizada no Vale do Ribeira, numa região declarada pela Organização das Nações Unidas para a Educação, a Ciência e a Cultura (UNESCO) como "Reserva da Biosfera do Patrimônio Mundial". A região de Apiaí é o maior remanescente de Mata Atlântica do país, evidenciando uma riqueza paisagística composta de recursos naturais de rara beleza.

## Toponímia
O nome Apiaí tem origem no tupi antigo apya'y, que significa "rio dos índios", através da composição de apyaba (índios) e 'y (rio).

## História
Apiaí começou como uma pequena vila que vivia em função do extrativismo mineral da região. Tomás Dias Batista foi um dos fundadores da vila de Apiaí, junto com seu sogro Manuel Rosa Luís e seu concunhado Francisco Xavier da Rocha. Este, obrigado a fugir de Minas Gerais, onde havia sido capitão-mor de um de seus "arraiais", por crime ali praticado, veio parar nestas regiões, ao sul, com 150 escravos, fundando, então, o pequeno povoado de "Santo Antônio das Minas". Em 1770, o governador da capitania de São Paulo dom Luiz Antônio de Sousa Botelho de Moura elevou o povoado à categoria de vila com a denominação de "Santo Antônio das Minas de Apiaí".

## Geografia
Localização: Apiaí está localizada na região do Alto Vale do Ribeira, no sul do Estado de São Paulo. O núcleo urbano de Apiaí situa-se imediatamente a nordeste, externamente à área demarcada para a AII (Área de Influência Indireta da UHE Tijuco Alto). Constitui rota de passagem, por meio da rodovia SP-250, dos municípios situados na AII para outras regiões do estado de São Paulo, especialmente Sorocaba, São Roque, Itapeva, Itapetininga e Capão Bonito, importantes mercados para os produtos produzidos na região. Possui médias densidades de equipamentos urbanos e estabelecimentos.
Limites do município:

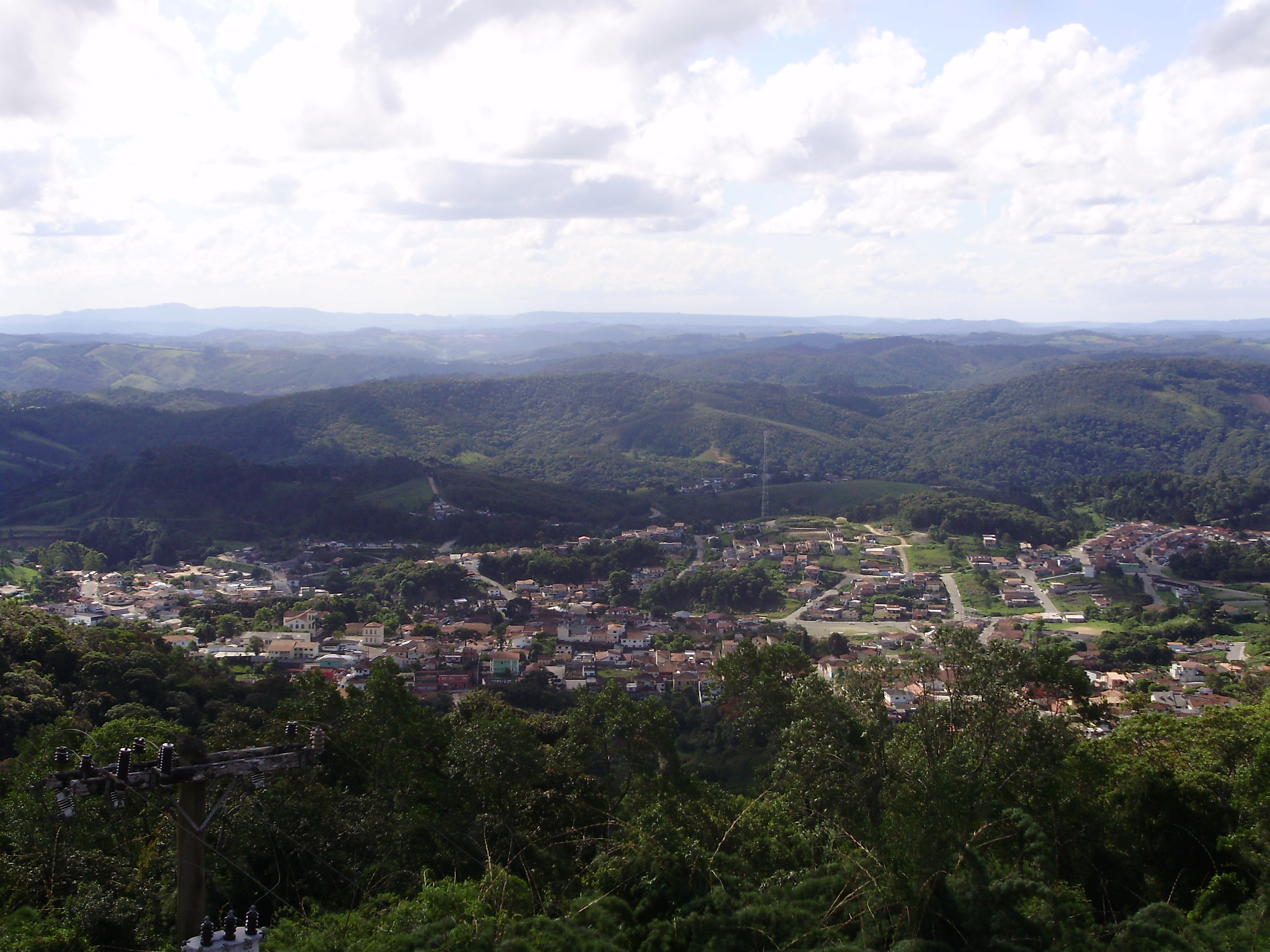
Morros ao redor da cidade

- Ao Norte: Ribeirão Branco, Guapiara e Nova Campina.
- Ao Sul: Ribeira
- Ao Oeste: Barra do Chapéu e Bonsucesso de Itararé
- Ao Leste: Iporanga

### Recursos minerais
Galena, ouro, calcário, quartzo, cobre, manganês, granito e cal.

### Topografia
Montanhoso com declives e planaltos

### Solo
- Terra roxa
- Terra Vermelha

### Clima
Clima subtropical temperado. Queda de neve em 1942 e 1975. Apiaí possui uma estação meteorológica automática com capacidade de medir de forma precisa dados meteorológicos: temperatura do ar, umidade relativa (UR), precipitação (chuva) e radiação solar. O equipamento foi instalado pelo Centro Integrado de Informações Agrometeorológicas (CIIAGRO) e começou a operar em janeiro de 2011. Desde então a menor temperatura registrada em Apiaí foi de −3,3 °C em 30 de julho de 2021 e a maior atingiu 40 °C em 3 de janeiro de 2019. O maior acumulado de chuva em 24 horas alcançou 123,4 mm entre as 10h do dia 4 e 5 de outubro de 2023. O menor índice de UR foi registrado em 28 de agosto de 2014, de apenas 11%.
| Dados climatológicos para Apiaí | Dados climatológicos para Apiaí | Dados climatológicos para Apiaí | Dados climatológicos para Apiaí | Dados climatológicos para Apiaí | Dados climatológicos para Apiaí | Dados climatológicos para Apiaí | Dados climatológicos para Apiaí | Dados climatológicos para Apiaí | Dados climatológicos para Apiaí | Dados climatológicos para Apiaí | Dados climatológicos para Apiaí | Dados climatológicos para Apiaí | Dados climatológicos para Apiaí |
| Mês | Jan                             | Fev                             | Mar                             | Abr                             | Mai                             | Jun                             | Jul                             | Ago                             | Set                             | Out                             | Nov                             | Dez                             | Ano                             |
| --- | ------------------------------- | ------------------------------- | ------------------------------- | ------------------------------- | ------------------------------- | ------------------------------- | ------------------------------- | ------------------------------- | ------------------------------- | ------------------------------- | ------------------------------- | ------------------------------- | ------------------------------- |
| Temperatura máxima recorde (°C) | 40                              | 35                              | 36                              | 34,5                            | 31,5                            | 29,1                            | 28,8                            | 35                              | 34,3                            | 35,5                            | 36,1                            | 35                              | 40                              |
| Temperatura máxima média (°C) | 27,5                            | 27,5                            | 25,7                            | 24,8                            | 21,5                            | 19,8                            | 20,3                            | 21                              | 22,9                            | 23,5                            | 24,1                            | 26,6                            | 23,8                            |
| Temperatura média (°C) | 22,5                            | 22,4                            | 21,1                            | 19,8                            | 16,8                            | 14,9                            | 14,8                            | 15,5                            | 17,5                            | 18,9                            | 19,5                            | 21,7                            | 18,8                            |
| Temperatura mínima média (°C) | 17,5                            | 17,4                            | 16,6                            | 14,6                            | 11,9                            | 10                              | 8,7                             | 10                              | 12,3                            | 14                              | 14,8                            | 16,8                            | 13,8                            |
| Temperatura mínima recorde (°C) | 12,1                            | 10,9                            | 10,9                            | 4,1                             | 0,9                             | −1,1                            | −3,3                            | 1,3                             | 3,5                             | 8,3                             | 5,3                             | 10,9                            | −3,3                            |
| Precipitação (mm) | 196,6                           | 163,1                           | 154,2                           | 77,4                            | 92,3                            | 126,3                           | 69,9                            | 77,9                            | 86,1                            | 163,8                           | 142,4                           | 174,5                           | 1 524,5                         |
| Fonte: CIIAGRO/SP − Centro Integrado de Informações Agrometeorológicas (climatologia: 2011-2021; recordes de temperatura: 13/01/2011-presente) |                                 |                                 |                                 |                                 |                                 |                                 |                                 |                                 |                                 |                                 |                                 |                                 |                                 |

### Marco referencial geodésico

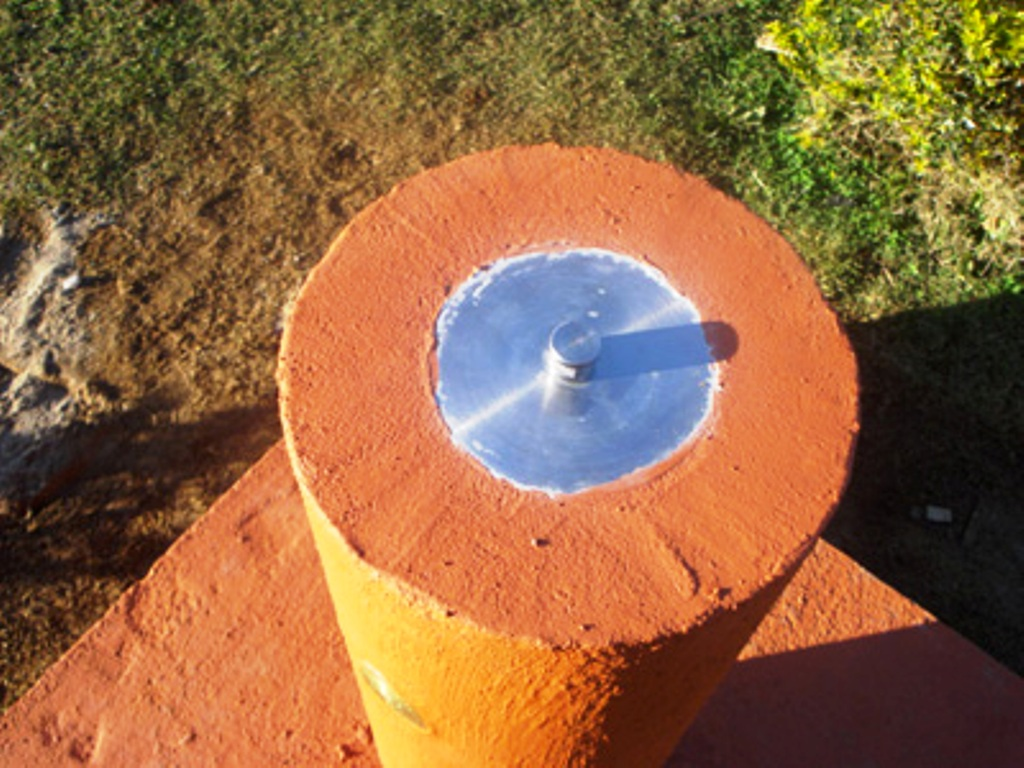
Marco Geodésico do Município

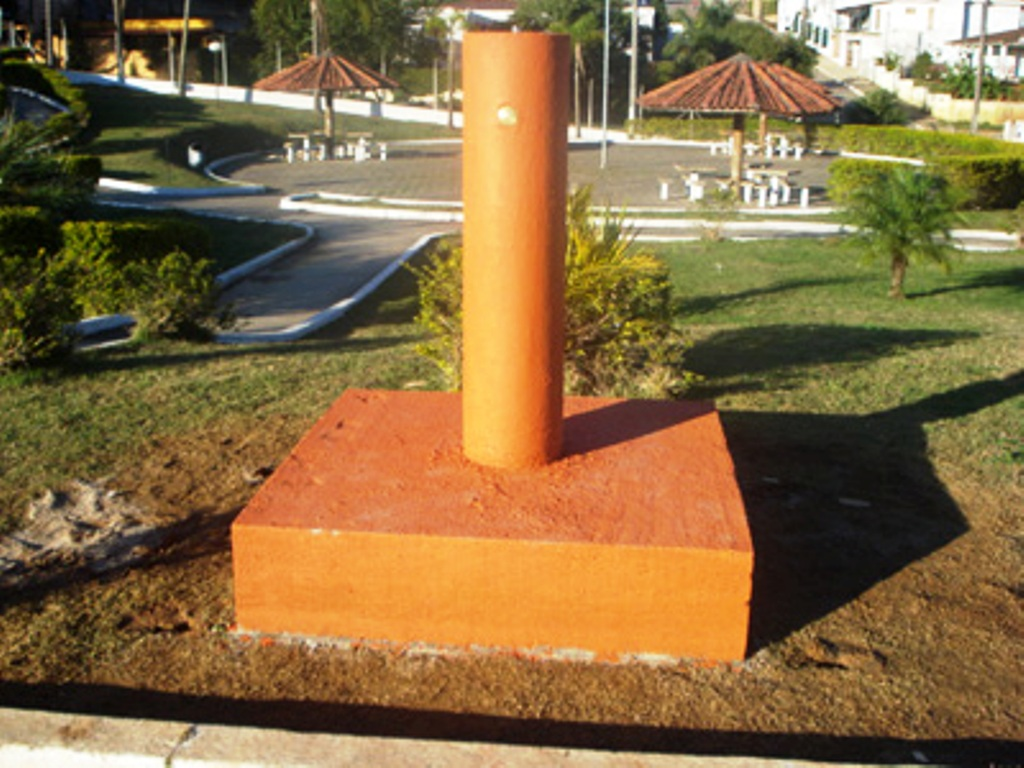
Marco Referencial de Apiaí

O Instituto Brasileiro de Geografia e Estatística implantou, em Apiaí, um marco referencial Geodésico situado na rua Joaquim Elisiário de Campos (Centro).

#### Antigo marco central
- Pelourinho demolido,durante ampliação da Igreja Matriz de Santo Antônio das Minas de Apiaí (Fundação Instituto de Terras do Estado de São Paulo) - Praça Francisco Xavier da Rocha - Centro.

### Hidrografia
- Rio Apiaí-Guaçu

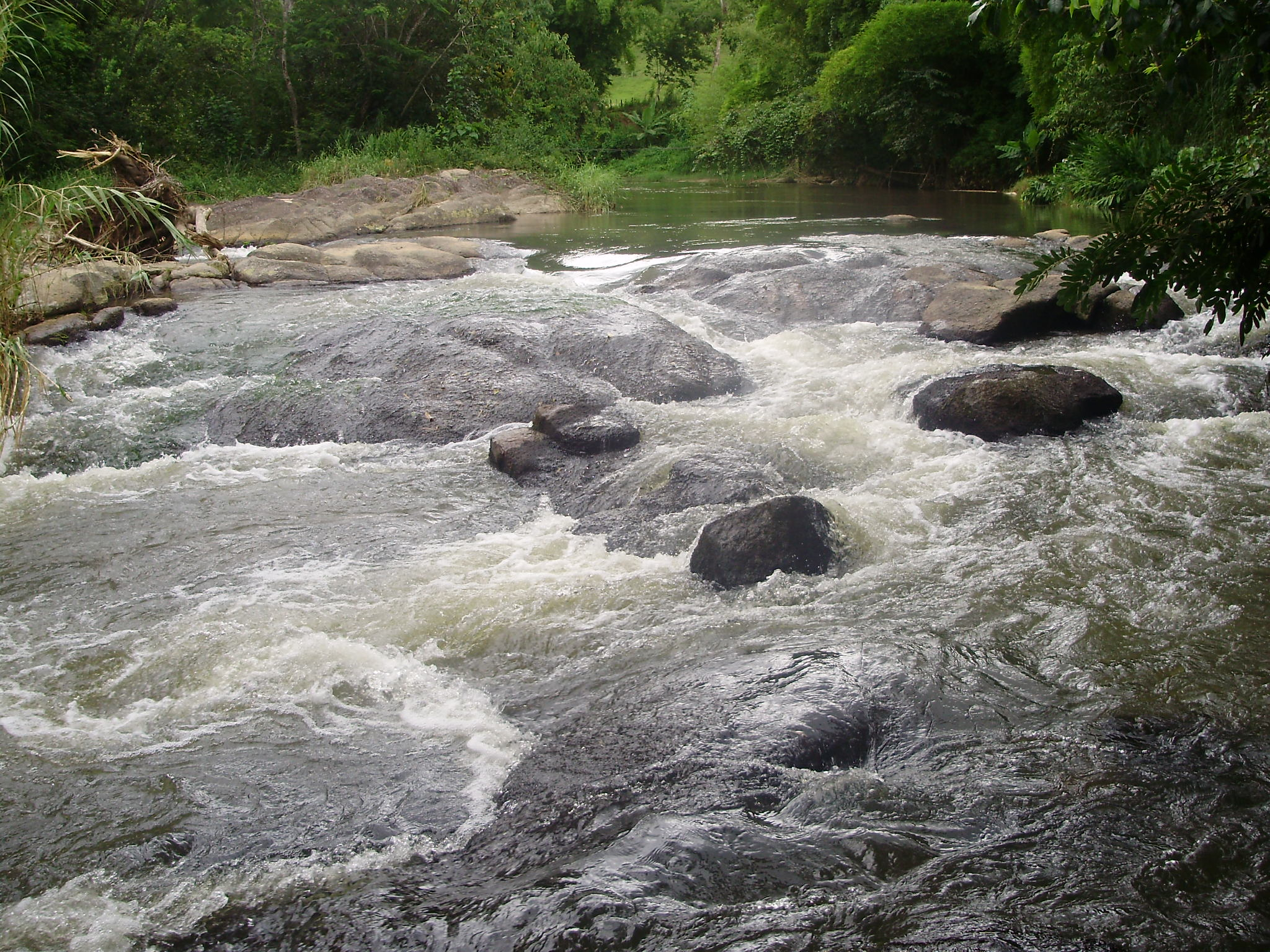
Rios ao entorno de Apiaí

- Rios Ribeira de Iguape, Catas Altas, Pirituba, Macacos, Pilões, Tijuco, Palmital, Claro, Saivá e Estiva
- Rio Betari

### Rodovias
- SP-165
- SP-249
- SP-250

### Ferrovias
Apiaí possui acesso à uma malha ferroviária de 415,385 quilômetros que, nos dias atuais, atende a fábrica de cimentos Intercement e é operada sob responsabilidade da ALL (América Latina Logística).
- Ramal de Apiaí da antiga Fepasa.[18]

Fonte: Ferrovias do Brasil

## Demografia
Dados do Censo - 2000
População total: 27 162
- Urbana: 18 648
- Rural: 10 514
- Homens: 13 706
- Mulheres: 13 456

Densidade demográfica (hab./km²): 28,68
Mortalidade infantil até 1 ano (por mil): 28,96
Expectativa de vida (anos): 65,41
Taxa de fecundidade (filhos por mulher): 2,88
Taxa de alfabetização: 88,81%
Índice de Desenvolvimento Humano (IDH-M): 0,716
- IDH-M Renda: 0,631
- IDH-M Longevidade: 0,673
- IDH-M Educação: 0,845

(Fonte: IPEADATA)

## Política e administração

### Eleições
O município tem um total de 20 199 eleitores.
*Fonte: Siapnet - Dados de 2008 do Tribunal de Contas do Estado de São Paulo

## Economia
Apiaí possui, em sua Comarca, sete indústrias, sendo a de maior porte a Camargo Correa Cimentos S/A (hoje Intercement), 448 estabelecimentos comerciais e 198 de serviços.

### Agricultura
A agricultura e a pecuária são os principais tipos de uso da terra ocorrentes em Apiaí. Destaca-se, no município, a agricultura organizada em sistema familiar, com a concentração da produção focada na cultura do tomate. De acordo com dados do IBGE (2002), no ano de 2002 foram produzidas 70 000 toneladas de tomate no município. O milho também possui cultivo expressivo em Apiaí. Arroz, feijão e mandioca são outras lavouras temporárias comumente cultivadas pelos agricultores. A fruticultura detém presença importante entre as lavouras permanentes, sendo que as mais expressivas são as de caqui, pêssego e, em menor quantidade, laranja. A pecuária é predominantemente formada por animais de dupla aptidão (corte e leite), com um rebanho estimado de 5 750 cabeças de bovinos e 440 cabeças de bubalinos em 2002 (IBGE, 2002). Reflorestamentos de eucalipto (Eucalyptus sp) e pinheiro (Pinus sp.) são frequentes na região, principalmente para a produção de papel e celulose, resina, carvão vegetal, lenha e de madeira. O município possui ainda granjas para criações de galinhas e produz mel de abelha.

### Indústria
Apiaí é uma das cidades onde se encontra o Trecho Sul do Gasoduto Bolívia-Brasil, também conhecido como Gasbol, uma via de transporte de gás natural entre a Bolívia e o Brasil com 3 150 quilômetros de extensão, sendo 2 593 em território brasileiro (trecho administrado pela Transportadora Brasileira Gasoduto Bolívia-Brasil S/A (TBG)) e 557 em território boliviano (trecho administrado pela Gas TransBoliviano S.A. (GTB)). O trecho sul tem 698 quilômetros e compreende os municípios de Campinas, Monte Mor, Indaiatuba, Elias Fausto, Salto, Itu, Porto Feliz, Sorocaba, Iperó, Araçoiaba da Serra, Capela do Alto, Sarapuí, Itapetininga, Capão Bonito, Itapeva, Ribeirão Branco, Apiaí, Barra do Chapéu e Itapirapuã Paulista. O gás natural, além de propiciar substancial economia de divisas com importação de petróleo, diversifica as fontes de suprimento de energia com um produto de características superiores. Consequentemente, eleva os níveis de eficiência, qualidade e produtividade nos diversos segmentos que utilizam gás natural, proporcionando melhoria dos padrões ambientais, principalmente nos grandes centros urbanos, graças à substituição de outras formas de energia mais poluentes. É importante ressaltar os benefícios que o Gasoduto proporcionará ao longo do seu traçado: aumento da disponibilidade de combustível; estímulo à instalação de novas indústrias; combustível menos poluentes; aumento de ofertas de empregos; aumento da demanda por bens e serviços.
Outro investimento que corta o território do município são as linhas de energia de Furnas Centrais Elétricas S.A, que, assim como o Gasoduto Bolívia-Brasil, estão dentro do município. Furnas construiu, na cidade, uma Estação de Telecomunicações, localizada no Parque do Morro do Ouro, para se ligar com outras bases de sua enorme Rede de Distribuição de Energia. A Companhia Furnas Centrais Elétricas S.A. representa um instrumento estratégico para o desenvolvimento e a segurança nacional. Tendo iniciado seu funcionamento em 1963 com a conclusão da barragem de Furnas, a empresa compreende, hoje, um complexo de dez usinas hidroelétricas e duas termoelétricas. Além disso, por força de tratado assinado com o Paraguai, cerca de 83% dos serviços de eletricidade de Itaipu são feitos via Furnas. Considerando sua capacidade instalada e a comercialização da energia gerada em Itaipu, Furnas é, hoje, responsável por 43% de toda a energia consumida no Brasil. A região de atuação da companhia compreende o Distrito federal e os Estados de São Paulo, Minas Gerais, Espírito Santo, Goiás e Tocantins, aos quais atende com um índice de confiabilidade em nível internacional, de 99,99%. Furnas, hoje, é uma empresa da administração indireta do Governo Federal, subordinada ao Ministério de Minas e Energia e controlada pela Eletrobras.

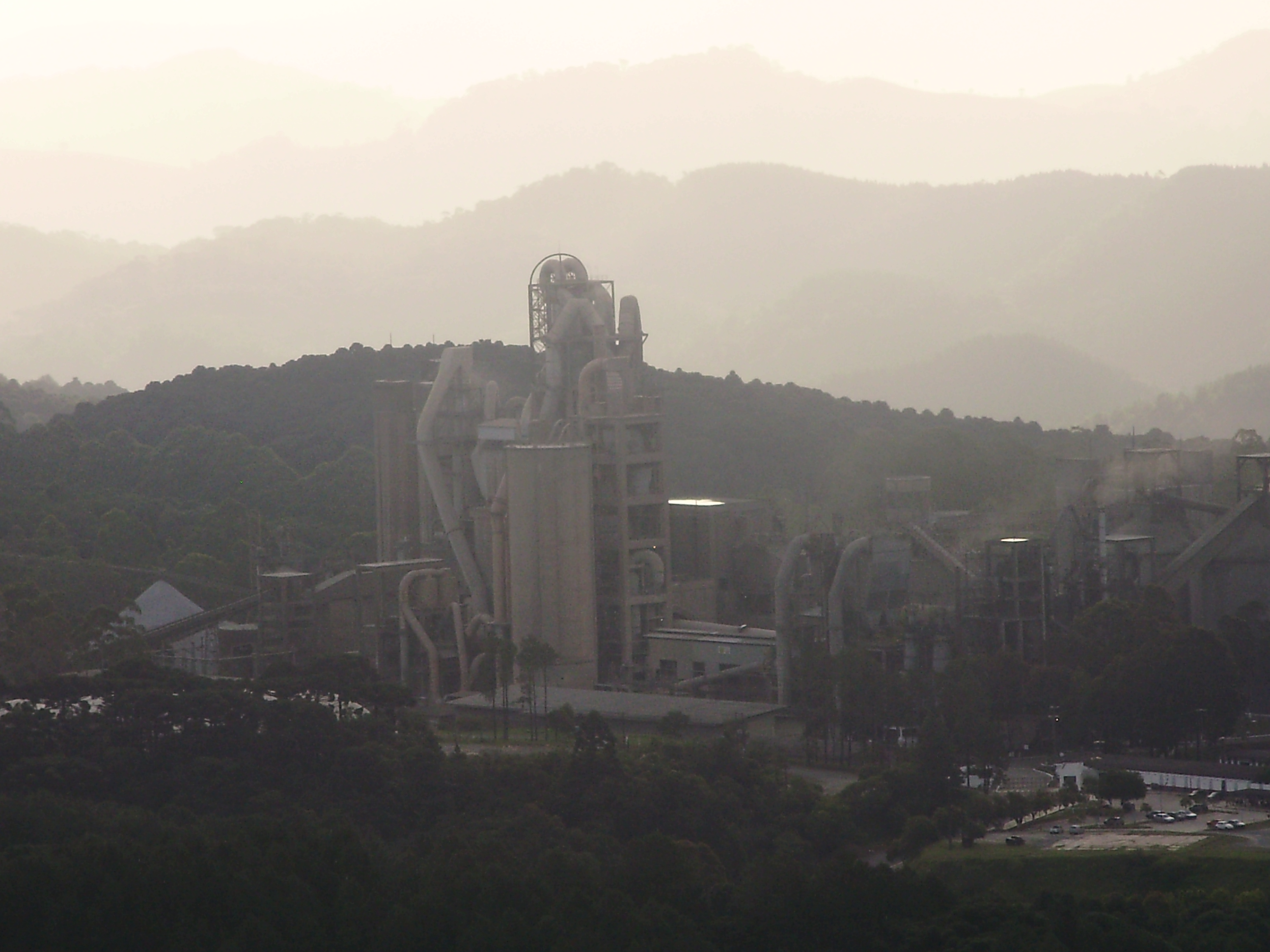
Unidade da Intercement

Está localizada, no município, uma fábrica do Grupo Intercement, fundada em meados do ano de 1975 com dois fornos de moagem de matéria-prima do cimento, sendo que o minério calcário (rocha de carbonato de cálcio) e argila se fundem em alta temperatura. Esta unidade fabril de Apiaí é responsável pela demanda da Região Sul do Brasil, contando com transporte de trem da empresa América Latina Logística e ainda com várias empresas de transporte a granel com caminhões. Infelizmente, com o passar dos anos de instalação desta indústria no município, nada se viu para a contenção da poluição de partículas sólidas liberadas diariamente pela Intercement.
A InterCement possui um dos maiores complexos cimenteiros do mundo. A companhia comercializa cimento, cal e argamassas especiais, produtos reconhecidos pela qualidade, e que possuem altos índices de confiabilidade.
CIMENTO A InterCement possui um dos maiores complexos cimenteiros do mundo com 40 unidades de produção.
A companhia comercializa cimento, cal e argamassas especiais, produtos reconhecidos pela qualidade, e que possuem altos índices de confiabilidade.
Cada cimento produzido pela InterCement segue rígidas especificações de diversos órgãos nacionais e internacionais.
CONCRETO São 70 centrais de concreto espalhadas pelos oito países e uma área de pesquisa e desenvolvimento sintonizada com o que há de mais avançado em tecnologia do concreto.

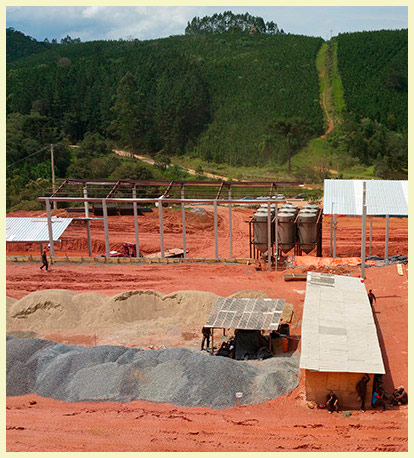
Construção Fábrica Grupo AS Resinas em Apiaí-SP

Há ainda a indústria do Grupo A S Resinas onde são fabricados matéria prima base para produção de diversos produtos para indústria de cosméticos entre outros. A história do Grupo AS Resinas inicia-se em 18 de dezembro de 2013 pelo seu sócio fundador Anibal Simões Mendes dos Santos que, após mais de 30 anos de experiências muito bem-sucedidas em outras grandes empresas do segmento de produtos terpênicos, decide iniciar uma nova empresa com uma estratégia de negócios diferenciada. Acreditando que negócios são formados por pessoas qualificadas, trouxe para o Grupo como sócio Bernardo da Costa Monteiro de Mello, ex-CEO de empresas de destaque do segmento de produtos terpênicos. Em 2015 inicia-se a construção da maior e mais moderna fábrica para a produção de Breu e Terebintina da América Latina, e em fevereiro de 2016, com a inauguração de sua unidade produtiva, marca o início de suas operações. Inicialmente a empresa esteve focada na produção de Goma Resina e na consolidação de sua base florestal. Nossos produtos, produzidos a partir de Goma Resina qualificada de nossos parceiros de negócios, atendem aos mais rigorosos padrões de qualidade e conformidade da indústria nacional e mundial.
Breu
O processo de fabricação ou separação de Breu e Terebintina é bastante antigo e baseia-se na destilação da Goma Resina bruta em condições de temperatura controlada. Inicialmente destilados em alambiques de cobre e com técnicas primárias, o Breu obtido no processo de separação era negro, dando origem ao conceito popular de “escuro como Breu”.
Com a evolução tecnológica dos processos de produção e separação do Breu e Terebintina, a coloração do Breu foi continuamente clareando gerando um produto de maior estabilidade e dando oportunidade para sua utilização em várias outras aplicações. Por se tratar de uma matéria prima de origem natural, a Goma Resina apresenta uma variação de suas características e composição química. Os processos atuais de destilação devem ser adaptados as estas características, o que torna mais complexa a produção de um Breu e uma Terebintina com qualidade e consistência hoje exigida pelo mercado. Em face das exigências do mercado e olhando para as futuras demandas a AS Resinas construiu a fábrica mais moderna do mercado Brasileiro que conta com um elevado nível de automação. Com isso a AS Resinas está preparada para oferecer ao mercado um produto de elevada consistência e performance diferenciada. Os ácidos resínicos são diterpenos monocarboxílicos, o mais comum deles apresentam fórmula molecular C20H30O2. Com muito poucas exceções, os ácidos resínicos do pinheiro pertencem a três classes básicas: abiéticos, pimáricos e isopimáricos.
Terebintina
A Terebintina é essencialmente um mistura de isômeros hidrocarbônicos monoterpênicos bicíclicos, predominantemente Alfa Pineno e Beta Pineno.

## Infraestrutura

### Serviços
A comarca possui 5 estabelecimentos bancários: Banco Bradesco S/A, Banco do Brasil S/A, Banco Santander Brasil S/A, Caixa Econômica Federal e Banco Cresol.

### Transportes
- Transpen-Transportes Coletivos
- Viação Jodi
- Rápido Campinas
- Auto Viação Amarelinho
- Auto Viação Itaóca
- Cerro Azul
- Viação Princesa dos Campos
- Viação Graciosa

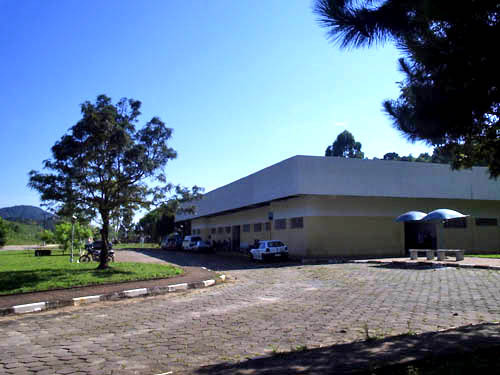
Rodoviária

Apiaí possui uma frota de 6 130 veículos, segundo dados do censo.

### Educação

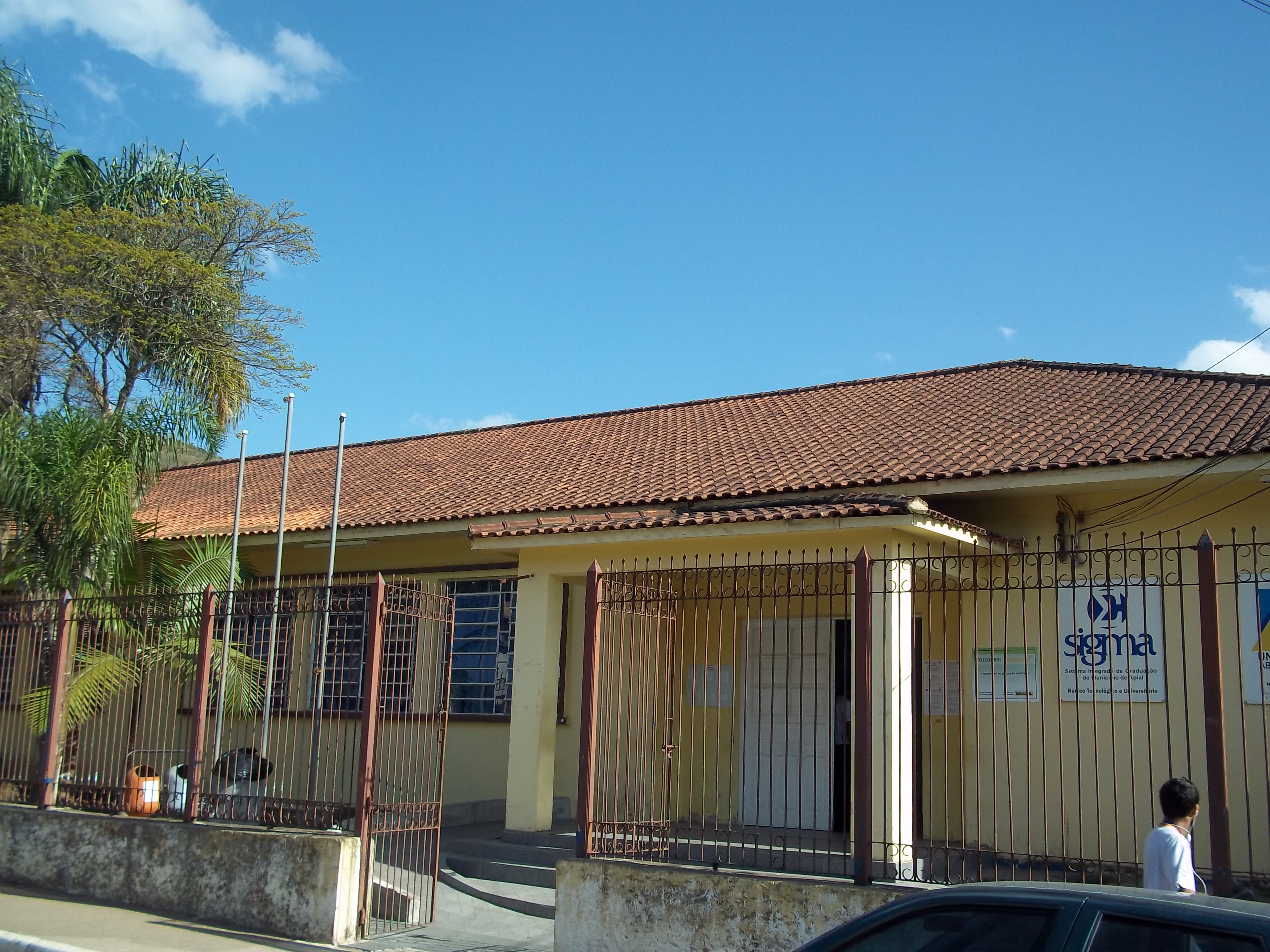
Prédio da ETEC-Apiaí

A Diretoria de Ensino de Apiaí possui 52 escolas em sua administração escolar, abrangendo os municípios de Ribeira, Itapirapuã Paulista, Itaóca, Barra do Chapéu, Guapiara, Iporanga e Ribeirão Branco, tendo um total de 6 933 alunos (dados de 2009) somente na cidade.

#### Ensino Superior
O Município conta ainda com uma unidade da Universidade Aberta do Brasil (UAB) e, ainda, polos da Universidade Federal de São Carlos (Ufscar), da Universidade Metropolitana de Santos (Unimes), da Universidade Federal do Paraná (UFPR), da Universidade Norte do Paraná (Unopar) e do Centro Paula Souza-Escola Técnica Estadual (São Paulo).

### Comunicações

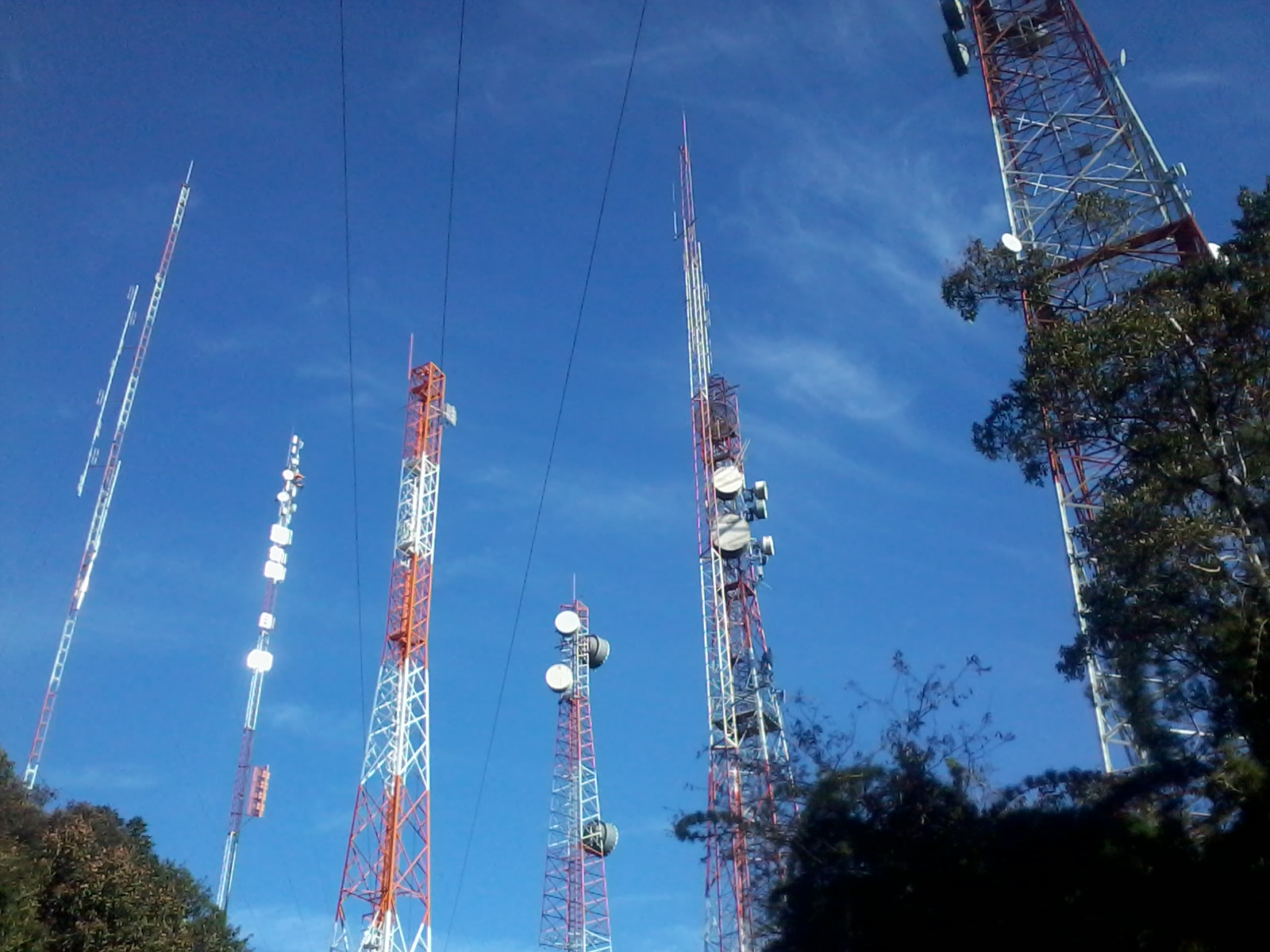
Torres Parque Morro do Ouro

Os principais jornais de circulação local são: Expresso Apiaí com periodicidade semanal, Tribuna Regional de Itaberá (semanal), Jornal Apiaí TEM (Semanal). Dentre as emissoras de rádio em frequência modulada estão as Rádios Portal FM 92,5 MHZ, a Rádio Apiaí FM 87,9 MHZ, destacam-se ainda emissoras de Web Rádio dentre elas: Web Rádio Apiaí Online (Grupo Arqueid sistema de Comunicação), Web Rádio Jovens Geração Eleita (segmento Gospel). Web Rádio Detalhes - www.radiodetalhes.com.br (Tributo ao Cantor Roberto Carlos), Web Rádio Seven (Pop + Eclética).
Sinal HDTV:
- Rede Vida HD Canal 20 virtual 16.1
- Tv Tribuna HD Canal 19 virtual 18.1
- Tv Cultura HD Canal 30 virtual 3.1
- Univesp Tv SD virtual 3.2
- Tv Cultura e Educação 3.3
- Tv Unisa (Santos) Canal 48
- Canal da Cidadania 50.1 - Prefeitura Municipal (em implantação)

#### Telefonia
O sistema de telefones automáticos foi inaugurado na cidade em 1977 pela Telecomunicações de São Paulo (TELESP), que também implantou o sistema de discagem direta à distância (DDD) em 1980 com o código de área (0155). Anteriormente a cidade era atendida pela Companhia de Telecomunicações do Estado de São Paulo (COTESP).
Na década de 90 o código DDD da cidade foi alterado para (015), para padronização do sistema telefônico com a telefonia celular que estava sendo implantada em todo o estado.

## Turismo
Os visitantes podem contar com hotéis, pousadas, restaurantes e opções de compras de peças artesanais e comidas típicas da região.

### Reserva biológica
Apiaí possui uma Reserva Biológica Municipal, com área de 2 247 alqueires, com o objetivo básico de preservar o remanescente florestal existente, possibilitando a realização de pesquisas científicas e o desenvolvimento de atividades de educação ambiental e de turismo educacional.

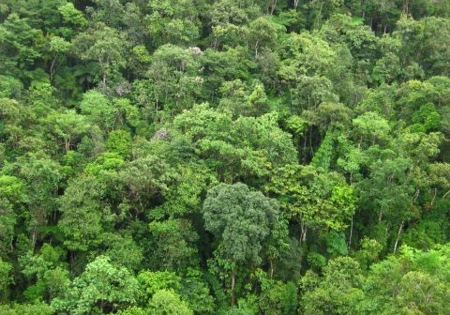
Floresta atlântica

Terreno denominado Fazenda Bethel, antiga Fazenda Santa Rita, situada no distrito de Araçaíba. A Secretaria Municipal de Turismo, Cultura e Meio Ambiente administra a Reserva Biológica, podendo realizar parcerias que estiverem contempladas na legislação específica nas esferas estaduais e federais adotando as medidas necessárias à sua efetiva proteção, implantação e controle, na forma do artigo 20 e seguintes da Lei nº 9.985, de 18 de julho de 2000. A Reserva Biológica foi criada pelo Decreto nº 168/2011 publicada no DOE-SP do dia 12 de fevereiro de 2011. O que é a Reserva Biológica? A Reserva Biológica consiste em uma categoria de unidade de conservação ambiental na legislação brasileira. Uma Reserva Biológica tem, como objetivo, a preservação integral da biota e demais atributos naturais existentes em seus limites, sem interferência humana direta ou modificações ambientais, excetuando-se as medidas de recuperação de seus ecossistemas alterados e as ações de manejo necessárias para recuperar e preservar o equilíbrio natural, a diversidade biológica e os processos ecológicos naturais. É de posse e domínio públicos, sendo que as áreas particulares incluídas em seus limites serão desapropriadas, de acordo com o que dispõe a lei. Pela lei, é proibida a visitação pública nas reservas biológicas, exceto aquela com objetivo educacional, de acordo com regulamento específico. Já a pesquisa científica depende de autorização prévia do órgão responsável pela administração da unidade e está sujeita às condições e restrições por este estabelecidas, bem como aquelas previstas em regulamento. Um decreto de fevereiro de 2013, assinado pelo prefeito Ari Kinor, revogou documento anterior que estabelecia a criação de Reserva Biológica em Apiaí.

### Parque Natural Municipal Morro do Ouro
O Morro do Ouro ficou conhecido pela exploração do ouro que aconteceu a partir do século XVII. Tendo aproximadamente 1200 metros de altura o Morro do Ouro e uma das áreas de maior altitude de Apiaí.

Foi a partir de 1922 que uma empresa mineradora adquiriu a propriedade do Morro do Ouro para a exploração. Posteriormente, por volta de 1939, as minas e os imóveis foram arrendados a um grupo de japoneses para exploração do ouro de forma industrializada. Em 1942, a atividade foi encerrada por causa do início da Segunda Guerra Mundial, na qual o Brasil tinha o Japão como país inimigo.

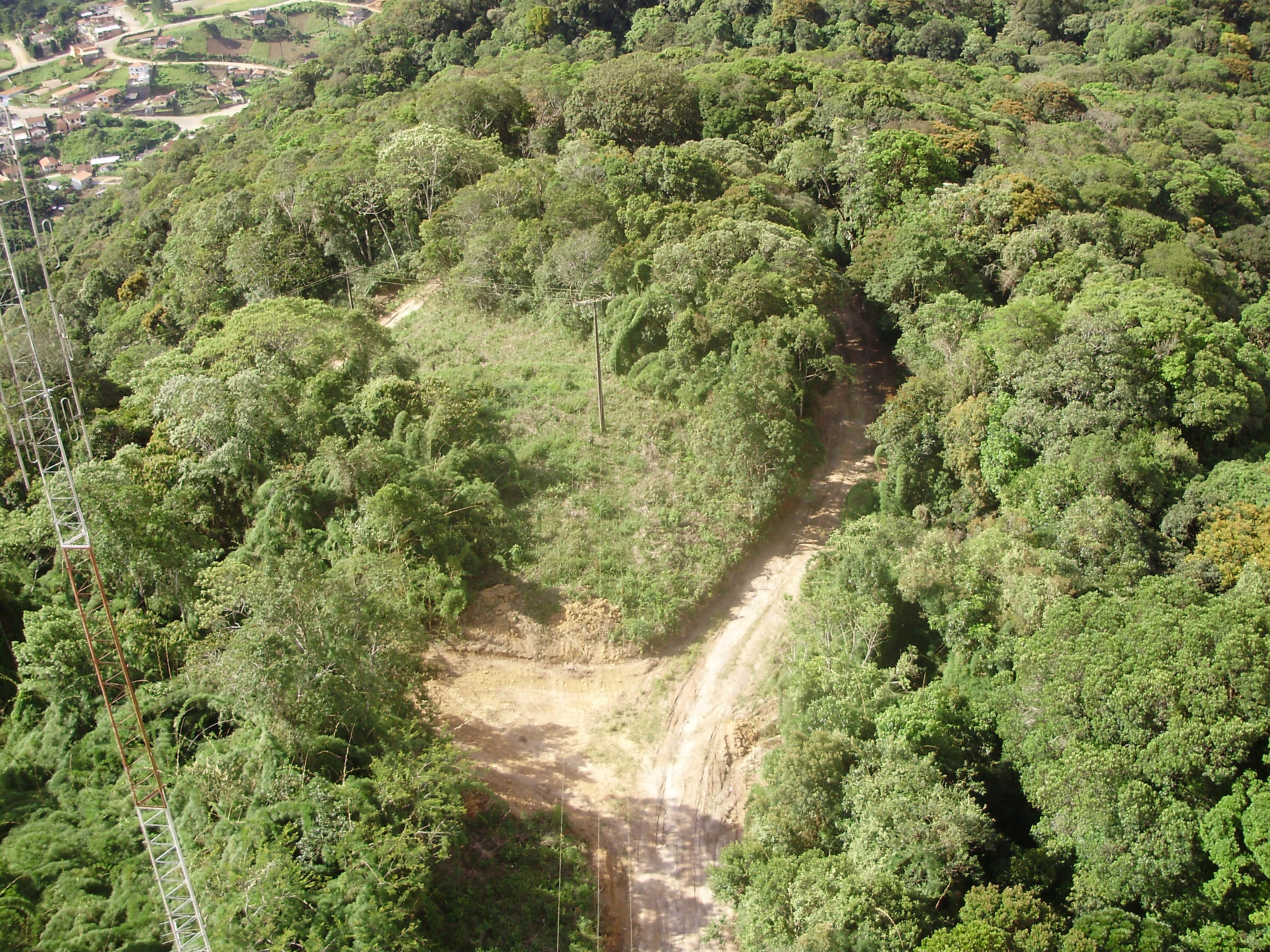
Parque Morro do Ouro

O Decreto Municipal 10 de 28 de maio de 1998 transformou a antiga área do Manifesto da Mina do Morro do Ouro em local de utilidade pública. Inicia-se, a partir daí, o processo de criação do Parque Natural Municipal do Morro do Ouro, sendo construído, em sua entrada, o Centro de Informações Turísticas, o CIT.
A partir de 2003, o local começou a receber infraestrutura turística, com a construção do Portal Turístico e espelhos d'água com homenagens aos mineradores que ali trabalharam. Porém somente em 2004 foi criado o Parque Natural Municipal Morro do Ouro, através do Decreto Municipal nº 003 de 28 de janeiro de 2004.
No local, além de trilhas, mirante e muito verde, o visitante poderá encontrar túneis e ruínas da antiga mineração de ouro, que foram importantes para o desenvolvimento de Apiaí.

#### Vegetação
Composta pela floresta ombrófila mista, abriga diversas espécies, inclusive as com alta vulnerabilidade e/ou risco de extinção.
Exemplo:

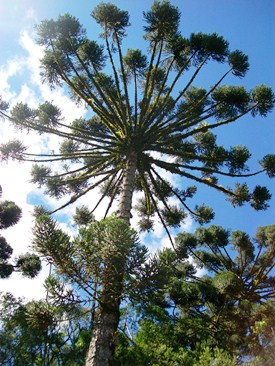
Araucaria angustifolia (Bertol.) Kuntze, PNMMO

- Araucária (Araucaria angustiflolia), grau de ameaça: vulnerável (VU);
- Bredo-do-mato (Celosia grandifolia), grau de ameaça: em perigo (EN)

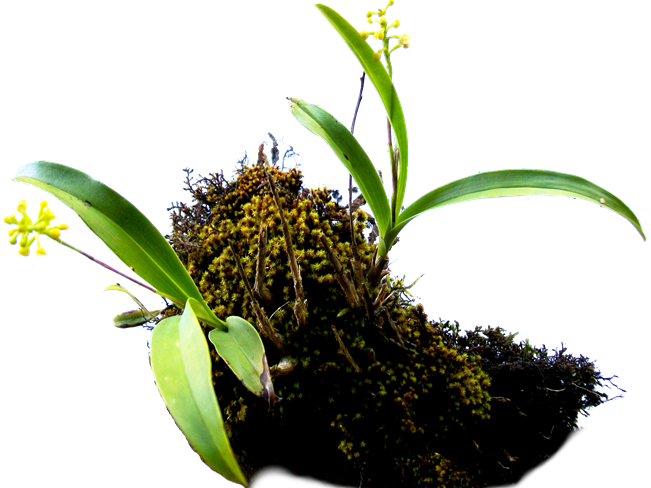
Polystachya concreta, PNMMO

Outras espécies de árvores:
| Aroeira-salsa     | Schinus molle                        |
| Aroeira-vermelha  | Schinus terebinthifolius             |
| Cajarana          | Cabralea canjerana                   |
| Cambuí            | Psidium sartorianum                  |
| Capororóca        | Rapanea ferruginea (Ruiz & Pav.) Mez |
| Cedro             | Cedrela fissilis                     |
| Embaúba           | Cecropia sp.                         |
| Embira-de-sapo    | Lonchocarpus guilleminianus          |
| Gabiroba          | Campomanesia pubescens               |
| Guaçatonga        | Casearia sylvestris                  |
| Guanandi          | Calophyllum brasiliense              |
| Ingá-ferradura    | Inga Sessilis                        |
| Laranja-de-macaco | Posoqueria latifolia                 |
| Paineira          | Ceiba speciosa                       |
| Pitanga           | Eugenia uniflora                     |
| Suinã             | Erythrina velutina                   |
| Manacá-da-serra   | Tibouchina mutabilis                 |

Entre as epífitas:
| Columéia-peixinho       | Nematanthus wettsteinii (Fritish) H.E. Moore |
| Tillandsia recurvifolia | Tillandsia recurvifolia                      |
| Orquídea                | Polystachya concreta                         |
| Orquídea                | Alatiglossum longipes                        |
| Orquídea                | Brasilidium gravesianum                      |
| Orquídea                | Isochilus linearis                           |
| Micro orquídea          | Phymatidium delicatulum                      |
| Orquídea                | Acianthera luteola                           |
| Samambaia-graciosa      | Niphidium crassifolium                       |
| Begônia-de-baraço       | Begonia fruticosa                            |
| Cacto-macarrão          | Rhipsalis teres                              |
| Cravo-do-mato           | Tillandsia stricta                           |

## Religião

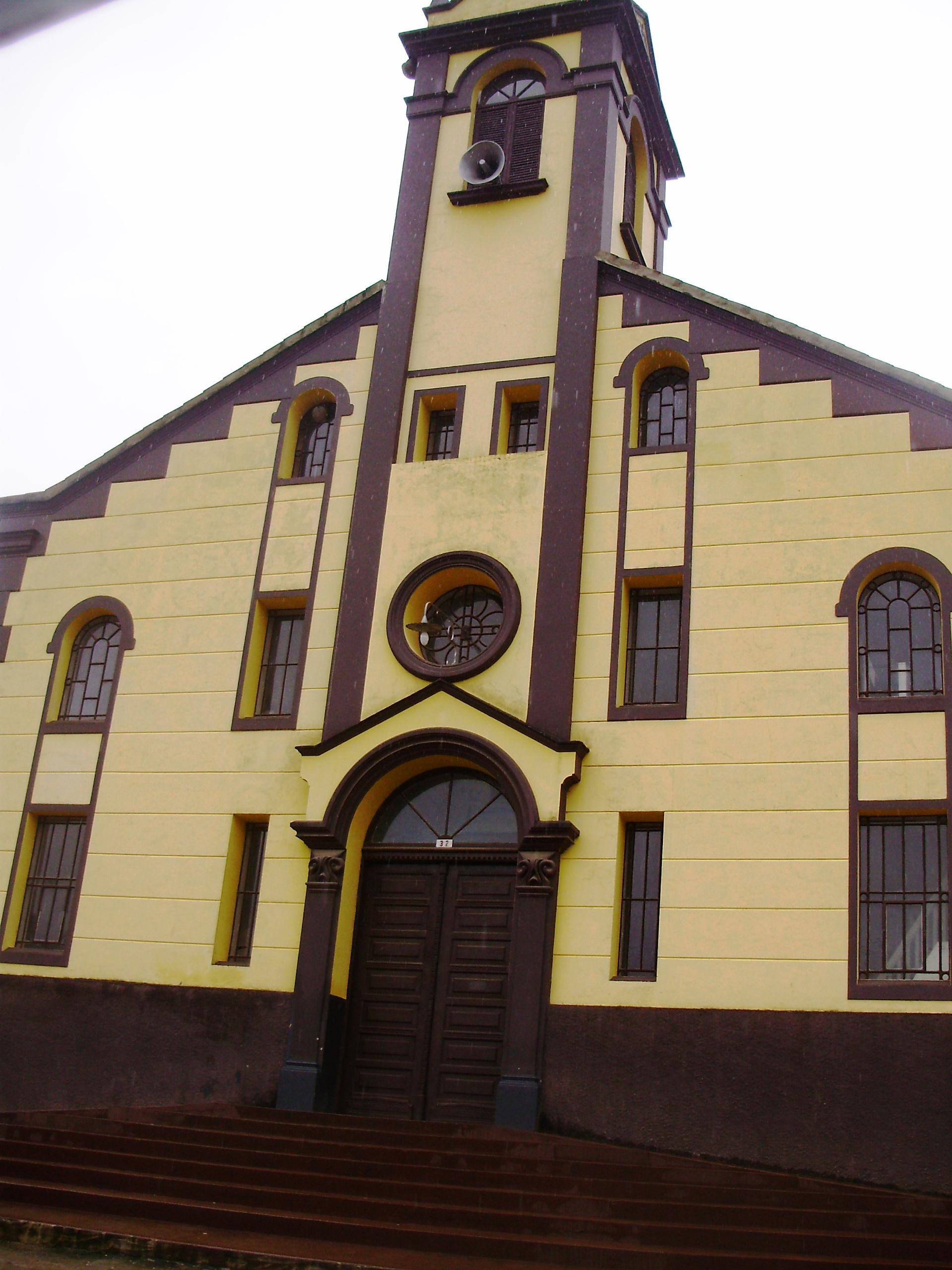
Igreja do Bom Jesus

O Cristianismo se faz presente na cidade da seguinte forma:

### Igreja Católica
- A igreja faz parte da Diocese de Itapeva.[27]

Nos dias 5 e 6 de agosto, é comemorado o dia do Bom Jesus de Araçaíba, com barracas, bingo, leilão e romaria.

### Igrejas Evangélicas
- Assembleia de Deus Ministério do Belém.[28][29]
- Congregação Cristã no Brasil.[30]